# Río Gwydir
El río Gwydir (en inglés: Gwydir River; localmente [gwɑe̯də]), es un importante río perenne de Australia, localizado en la cuenca del Barwon, parte de la gran cuenca del Murray-Darling. Administrativamente, discurre por los distritos de Mesetas del Norte, Laderas del Noroeste y de Orana, en Nueva Gales del Sur.
El río nace de la unión del río Rocky y del arroyo Boorolong, en Yarrowyck, al noroeste de Uralla y fluye generalmente al noroeste y al oeste, alimentado por más de treinta y cuatro afluentes, incluidos los ríos Horton y Mehi, antes de alcanzar su confluencia con el Barwon al noreste de Collarenebri; descendiendo 616 m sobre su curso de 488 km.
El río está embalsado en la presa de Copeton,  utilizada para el suministro de agua, el almacenamiento, el uso doméstico y el riego de la ciudad. El río Gwydir aguas abajo de la presa de Copeton tiene algunos de los tramos de balsismo más salvajes disponibles en Australia. Antes de la construcción de la presa de Copeton y de mucho trabajo de diversión, el río Gwydir desembocaba en los humedales de Gingham y de Lower Gwydir.
La carretera de Gwydir lleva el nombre del río.

## Geografía

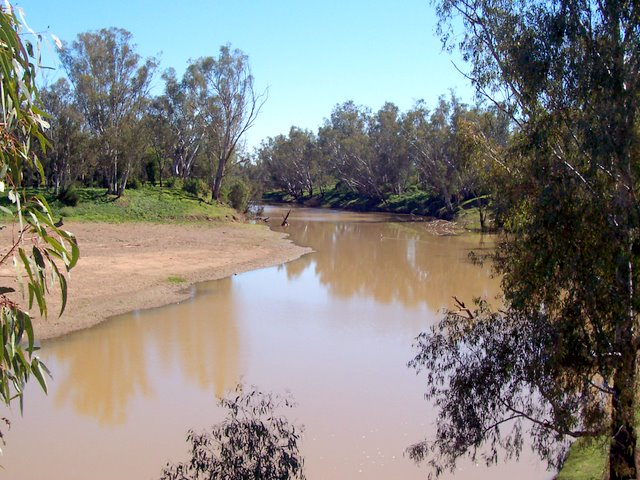
El río Gwydir, cerca de Moree

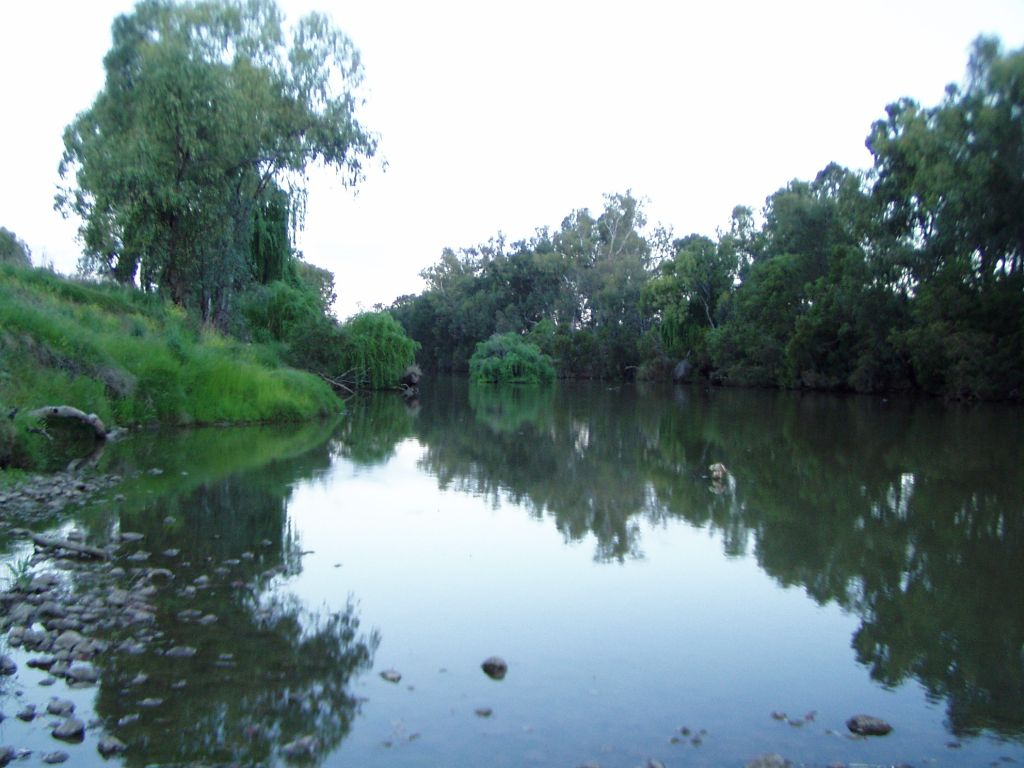
El río Gwydir, downstream from Pallamallawa

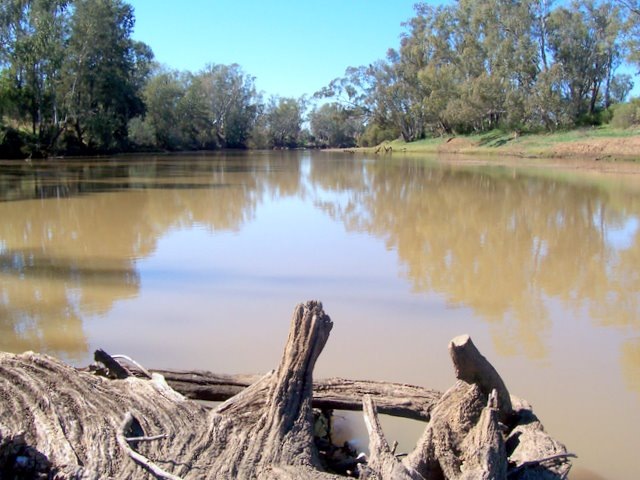
El río Gwydir, cerca de Moree

El río Gwydir nace en la parte sur de las Mesetas del Norte, cerca de la ciudad de Uralla, y fluye alrededor de 668 km  generalmente al noroeste y luego al oeste en las llanuras donde se ramifica un poco, uniéndose finalmente al río Barwon, principalmente como su rama principal, el río Mehi (314 km), que se ramifica al este de Moree, antes de pasar por él. El Alto Gwydir también pasa las ciudades de Bundarra, Bingara, Gravesend y Pallamallawa. Otros distributarios sobre Moree son el Carole, que luego se une con el arroyo GilGil hacia el norte, que desemboca en el río Barwon cuando hay mucha lluvia/escorrentía o entrega de agua.
El río Gwydir se divide en dos anabranquios al oeste de Moree: el Bajo Gwydir o «Gran curso de agua de cuero» (Big Leather Watercourse) es el canal meridional y el «Canal Gingham» es la ramal septentrional. El canal Gingham fluye hacia el oeste y queda indefinido en los humedales y llanuras aluviales alrededor del oeste de Moree. Solo en eventos de inundaciones mayores se une con el arroyo Ballone, antes de que este desemboque en el río Barwon. El Big Leather Watercourse también pierde definición en los humedales y las llanuras de inundación al oeste y solo en las inundaciones más grandes se une con el río Barwon al oeste. A su vez, el río Mehi se une al río Barwon cerca de la ciudad de Collarenebri.
En todo su discurrir, el río Gwydir cae alrededor de 616 m en elevación desde sus cabeceras, a una altitud de 760 msnm, hasta unirse al río Barwon a una altitud de 144 msnm. La longitud total del río Gwydir es de 488 km, en la que recibe a treinta y cuatro afluentes que lo alimentan, destacando el río Horton (134 km) y los arroyos, Warialda, Laura y Moredun.

## Historia
Los custodios tradicionales de la tierra que rodea el río Gwydir eran los pueblos aborígenes Kamilaroi.
El botánico y explorador inglés Allan Cunningham cruzó el río en Gravesend en 1827 y lo nombró en honor a su patrón inglés, Peter Burrell, barón de Gwydyr (1782-1865), quien tomó su título del castillo de Gwydir, en Gales. La División Electoral de la Commonwealth de Gwydir, que se creó en 1901 y dejó de existir en las elecciones federales de 2007, recibió el nombre del río Gwydir. En Australia, el nombre se pronuncia para rimar con "wider," mientras que el nombre galés se pronuncia más o menos  "Gwidd-eer."
Los puentes de celosía de hierro que cruzan el río Gwydir en Bundarra y Bingara se consideran puentes significativos del período colonial. Alrededor de mediados de 1838, una guerra de extirpación, según el magistrado local Edward Denny Day, se libró a lo largo del río Gwydir. Los aborígenes en el distrito fueron perseguidos repetidamente por grupos de ganaderos montados y armados y Day afirmó que gran número de ellos habían sido asesinados en varios lugares.[cita requerida]

## Agricultura
Cerca de Moree se cultiva mucho algodón de regadío, así como muchos otros cultivos, ganadería y empresas agrícolas. La industria del algodón depende del riego y se ha visto afectada por la reciente sequía con reducciones severas de las asignaciones de agua a las granjas. En 2006 se calculó que la industria del algodón consumía el 87% del agua agrícola extraída del río Gwydir.
El riego en el Alto Gwydir condujo a una reducción severa en los flujos naturales aguas abajo.  La reducción en el caudal de agua ha afectado a los propietarios de tierras que tradicionalmente pastaban en humedales y en llanuras de inundación y en las áreas donde las aguas del río se usaban para complementar el agua potable y para riego menor de pastos y pequeñas áreas de cultivos. También redujo o detuvo las descargas periódicas de agua en arroyos efímeros, cursos de agua y humedales en Gingham, Lower Gwydir y Mallowa y otros sistemas más pequeños. Estos conflictos resultaron en el establecimiento del Comité de Gestión de Río Regulado de Gwydir (Gwydir Regulated River Management Committee) en 1997 y luego en el Comité Asesor de Operación de Asignación de Contingencia Ambiental de Gwydir (Gwydir Environmental Contingency Allowance Operation Advisory Committee) cuando el Plan de Distribución de Agua de Gwydir (Gwydir Water Sharing Plan) entró en vigor el 1 de julio de 2004.

## Medio ambiente

### Humedales
Los humedales de Gwydir son un importante sitio de reproducción para los ibis blancos australianos.

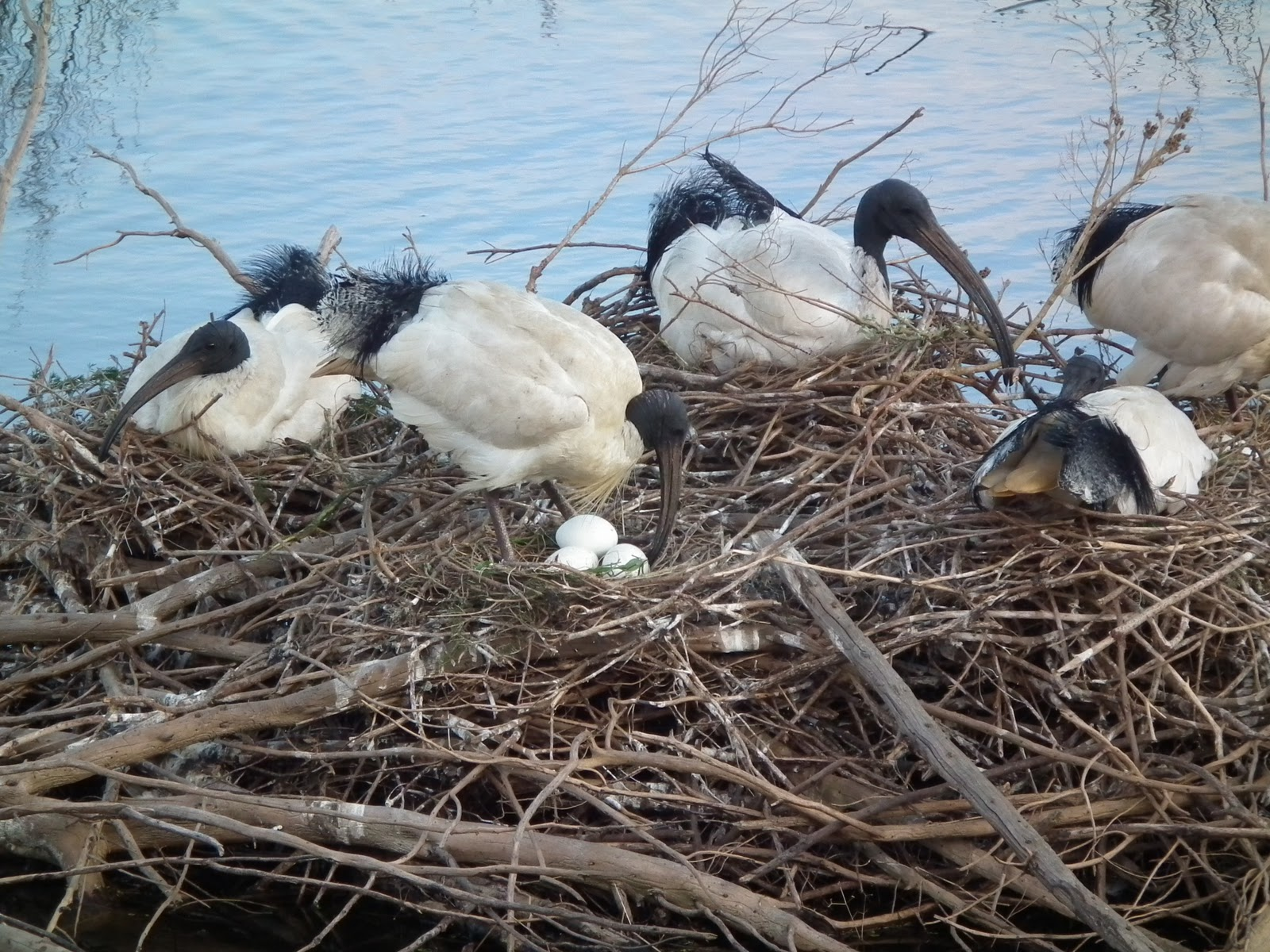
Los humedales Gwydirson un importante lugar de anidación de los ibices blancos australianos

El 14 de junio de 1999, unas 800 ha de tierras privadas de los humedales de Gwydir fueron designadas como sitio Ramsar como humedal de importancia internacional.
BirdLife International ha identificado unos 1021 km² de los humedales de Gwydir como un área de aves importante porque, cuando reciben entradas de agua adecuadas, admiten más aves acuáticas reproductoras que cualquier otro sitio en el país. En ocasiones, han estado presentes más de medio millón de aves acuáticas que anidan, incluido más del 1% de las poblaciones mundiales de garzas nocturnas caledónicas, garcetas intermedias e ibis australiano y blanco australiano. Se han registrado el mirasol australiano, en peligro de extinción, la cigüeña de cuello negro y otras especies amenazadas.
La tortuga mordedora del río Namoi o tortuga de Bell (Elseya belli) se encuentra solo en los tramos superiores de los ríos Namoi, Gwydir y Macdonald en las laderas del Noroeste de Nueva Gales del Sur.